# Little Susie
«Little Susie» (с англ. — «Малышка Сьюзи») — песня американского автора-исполнителя Майкла Джексона, вошедшая в его девятый студийный альбом HIStory: Past, Present and Future, Book I (1995). Джексон начал работу над композицией ещё в 1979 году, и впоследствии она была закончена исполнителем совместно с композитором Брэдом Баксером. Песня повествует о погибшей девочке-сироте по имени Сьюзи. «Little Susie» значительно отошла от предшествующих поп-песен альбома, критики охарактеризовали её как «мини-оперу». Она содержит отрывок из Реквиема Мориса Дюрюфле под названием «Pie Jesu» и аккорды струнных из композиции «Sunrise, Sunset» из мюзикла «Скрипач на крыше».

## История создания
Первая версия песни «Little Susie» была написана и записана Майклом Джексоном ещё в 1979 году. Тетрадь с рукописным текстом Джексона к этой и ещё четырём песням была выставлена на аукцион в казино «Хард Рок» (Лос-Анджелес) в конце мая 2007 года. Впоследствии исполнитель несколько раз возвращался к ней. Во время второго этапа тура Dangerous World Tour Джексон работал над «Little Susie» и другими песнями, которые позже войдут в альбом HIStory, в гостиничных номерах совместно с музыкантом и продюсером Брэдом Баксером (который также выступал музыкальным директором в этом туре). Джексон упоминал о песне «Little Suzy» во время судебных слушаний в ноябре 1993 года, возможно, именно она была выпущена под названием «Little Susie». Песня вошла в альбом HIStory: Past, Present and Future, Book I, вышедший в июне 1995 года.

## Особенности композиции
«Little Susie» исполняется в тональности до мажор. Она начинается с отрывка «Pie Jesu» из Реквиема Оп. 9 французского композитора Мориса Дюрюфле, исполненного симфоническим оркестром Атланты и хора. Дирижёром выступил Роберт Шо. После этого слышен голос маленькой девочки, напевающей простую мелодию под звуки музыкальной шкатулки. Голос принадлежит Марките Прескотт. Аккорды струнных были заимствованы из композиции «Sunrise, Sunset» из мюзикла «Скрипач на крыше».
В тексте песни рассказывается история о девочке-сироте, погибшей от пренебрежения, и, вероятно, насилия со стороны взрослых. «Она кричала, надрывая голос, перед лицом смерти, но никто не пришёл ей на помощь» («She was there screaming, Beating her voice in her doom, But nobody came to her soon»), — поёт Джексон. Много лет девочка напевала мелодию, но её никто не слышал, потому что «отец ушёл из дома, бедняжка мать умерла, оставив Сьюзи одну» («Father left home, poor mother died, leaving Susie alone»). Одиночество приводит девочку в отчаяние — «Быть проклятой, зная, что надежда умерла, и ты обречена. Ты кричишь — и никто не слышит» («To be damned to know hoping is dead and you’re doomed, then you scream out, and nobody’s there…»). Сьюзи понимает, что никому нет до неё дела («She knew no one cared…»). «Пренебрежение может убить, как нож в сердце» («Neglection can kill like a knife in your soul»), — предупреждает Джексон. Когда Сьюзи находят, она уже мертва, «её глаза пусты и слепы» («So blind stare the eyes in her head…»). Как именно погибла девочка, однако, остаётся «тайной, зловеще повисшей в воздухе» («A mystery so sullen in air»). «Она лежала такая хрупкая, так скромно одетая, поднимайте её осторожно, у неё кровь в волосах» («She lie there so tenderly, fashioned so slenderly, lift her with care, oh the blood in her hair…»), — поёт Джексон в рефрене.
«Little Susie» значительно отошла от стиля других песен в альбоме. Критики недоумевали, как эта мрачная композиция, буквально «мини-опера», могла оказаться на одной пластинке с треками современных продюсеров. «Что эта песня делает в одном альбоме с работами Далласа Остина, Джема и Льюиса — вот вопрос», — писал Rolling Stone. «Завораживающая простота „Little Susie“ объединяет „Pie Jesu“ с „Sunrise, Sunset“ из „Скрипача на крыше“, что, кажется, противоречит более дерзким и нелицеприятным моментам альбома. Но по мере того, как альбом раскручивается в последней четверти, это работает», — писал Энди Хили в ретроспективном обзоре на альбом для сайта Albumism. Американский писатель и критик Джозеф Вогель в своей книге «Человек в музыке. Творческая жизнь Майкла Джексона» заявил: «Это, пожалуй, самая душераздирающая песня, когда-либо исполненная Майклом Джексоном».

## Участники записи
- Майкл Джексон — текст и музыка, продюсирование, основной вокал
- Маркит Прескотт — вокал девочки
- Брэд Баксер — оркестровка, программирование синтезатора
- Джефф Грейс — оркестровка
- Симфонический оркестр Атланты и хор — исполнение «Pie Jesu» Мориса Дюрюфле
- Роберт Шо — дирижирование
- Стив Поркаро[англ.] — программирование синтезатора
- Эндрю Шепс[англ.] — программирование синтезатора
- Брюс Свиден[англ.] — звукорежиссирование и микширование